# Hispània Athletic Club
L'Hispània Athletic Club fou un club català de futbol nascut a la ciutat de Barcelona el darrer any del segle xix. Fou el primer guanyador de la primera competició futbolística organitzada a l'Estat espanyol però desaparegué tres anys després.

## Història
L'origen de l'Hispània cal buscar-lo al maig de 1900 en el si del FC Català on, arran d'una escissió, un grup de jugadors dissidents s'agruparen sota el nom de Team Roig, mesos després rebatejat oficialment com a Hispània Athletic Club, el qual esdevingué ben aviat un dels clubs més importants de la ciutat. Els seus homes forts foren el mestre d'esgrima Eduard Alesson i el mecenes de l'esport Alfons Macaya. El club tenia una clàusula en els seus estatuts on exigia als seus socis un cert nivell físic per optar a participar en els partits. La primera junta directiva va estar formada per Josep Ortiz (president), Fermín Lomba (vicepresident), Carles Soley (secretari), Joan Soler (tresorer), i els vocals Lluís Valls, Gaspar Lambea i Víctor Paniagua.
L'Hispània jugà el seu primer partit el 7 d'octubre de 1900 enfront de la Societat Deportiva Santanach al Nou Velòdrom de Barcelona. Posteriorment es traslladà a un terreny de joc situat en una illa sense edificar de l'esquerra de l'Eixample barceloní, entre els carrers de Muntaner, Londres (abans Coello), Casanova i París (abans Indústria). Els seus colors eren el vermell i el blanc.
El 18 de novembre de 1900 participà en la inauguració del camp del FC Barcelona, davant l'Hotel Casanovas del carrer Sant Antoni Maria Claret, molt a prop d'on avui s'aixeca l'Hospital de Sant Pau. El partit aplegà prop de 4.000 espectadors i el resultat final fou d'empat a zero.
El club es proclamà campió del primer Campionat de Catalunya de futbol, l'anomenada Copa Macaya, ja que fou impulsada pel president d'honor de l'Hispània, Alfons Macaya. El club també participà en la segona i tercera edició de la Copa Macaya, quedant segon classificat en ambdues. En la tercera edició empatà a punts amb l'Espanyol, essent necessari la disputa d'un partit de desempat en el qual els blanc-i-blaus venceren per 3 a 1. També participà en la Copa Barcelona de la temporada 1902-03, on es classificà en tercera posició per darrere de Barcelona i Espanyol.
El club es dissol el 19 de novembre de 1903, per manca de jugadors.

## Palmarès
- Copa Macaya: 1 (1900-1901)